# Cyberattacke auf Südkorea 2013
Als Cyberattacke auf Südkorea 2013 wird ein Cyberangriff auf südkoreanische Banken und Fernsehsender bezeichnet, der sich am 20. März 2013 ereignete.

## Ablauf
Zur selben Zeit um etwa 14 Uhr (6 Uhr MEZ) kam es zu massiven Netzwerkstörungen, aufgrund eines Ausfalles von Computersystemen. Auf manchen Bildschirmen erschienen Totenköpfe. Das Verteidigungsministerium Südkoreas in Seoul erhöhte die Alarmstufe für Cyber-Bedrohungen auf den Wert drei einer fünfstufigen Skala.
Betroffen waren die Sender KBS, MBC, der Nachrichtenkanal YTN sowie die großen Banken Shinhan und Nonghyup betroffen. Auch bei der Jeju-Bank wurden Störungen gemeldet. Ein Sprecher des Internetanbieters LG UPlus sagte, er gehe davon aus, dass sein Netzwerk ebenfalls geknackt wurde. Die Ausstrahlung und die Produktion der Fernsehprogramme verlief nach Angaben der Sender weitgehend normal. Allerdings war der Zugang zum Internet noch Stunden nach dem Ausfall für die Sender blockiert. An vielen Geldautomaten der betroffenen Banken konnte kein Geld abgehoben werden. Die Computersysteme der Regierung und von Behörden waren nicht betroffen.

## Hintergrund
Nach Angaben der koreanischen Kommunikationskommission (KCC) werden die Ausfälle auf einen Hackerangriff zurückgeführt. Für den Angriff wurden demnach Schadprogramme benutzt. Die Codes wurden über Patch-Management-Systeme verbreitet, mit deren Hilfe Software-Aktualisierungen für den jeweiligen Computer installiert werden. Die „Patches“ sollen eigentlich Sicherheitslücken schließen.
Die Herkunft der Angreifer war unbekannt. Nach Medienberichten schlossen Experten eine Verwicklung Nordkoreas nicht aus. Genutzt wurde für den Angriff eine chinesische IP-Adresse. 2013 waren von der Cyberattacke Dark Seoul 48.000 Computer betroffen. Der Virus löschte  alle Dateien der betroffenen Computer und führte einen Neustart durch. Dadurch ist ein geschätzter Schaden von 820 Mio. US-$ verursacht worden. Ende 2014 erfolgte eine zweite Cyberattacke auf Südkoreas Betreiber von Kernkraftwerken, um Baupläne und Personalinformationen zu stehlen, die von einer IP-Adresse aus Shenyang in China durchgeführt wurde.